# Familia Waldstein

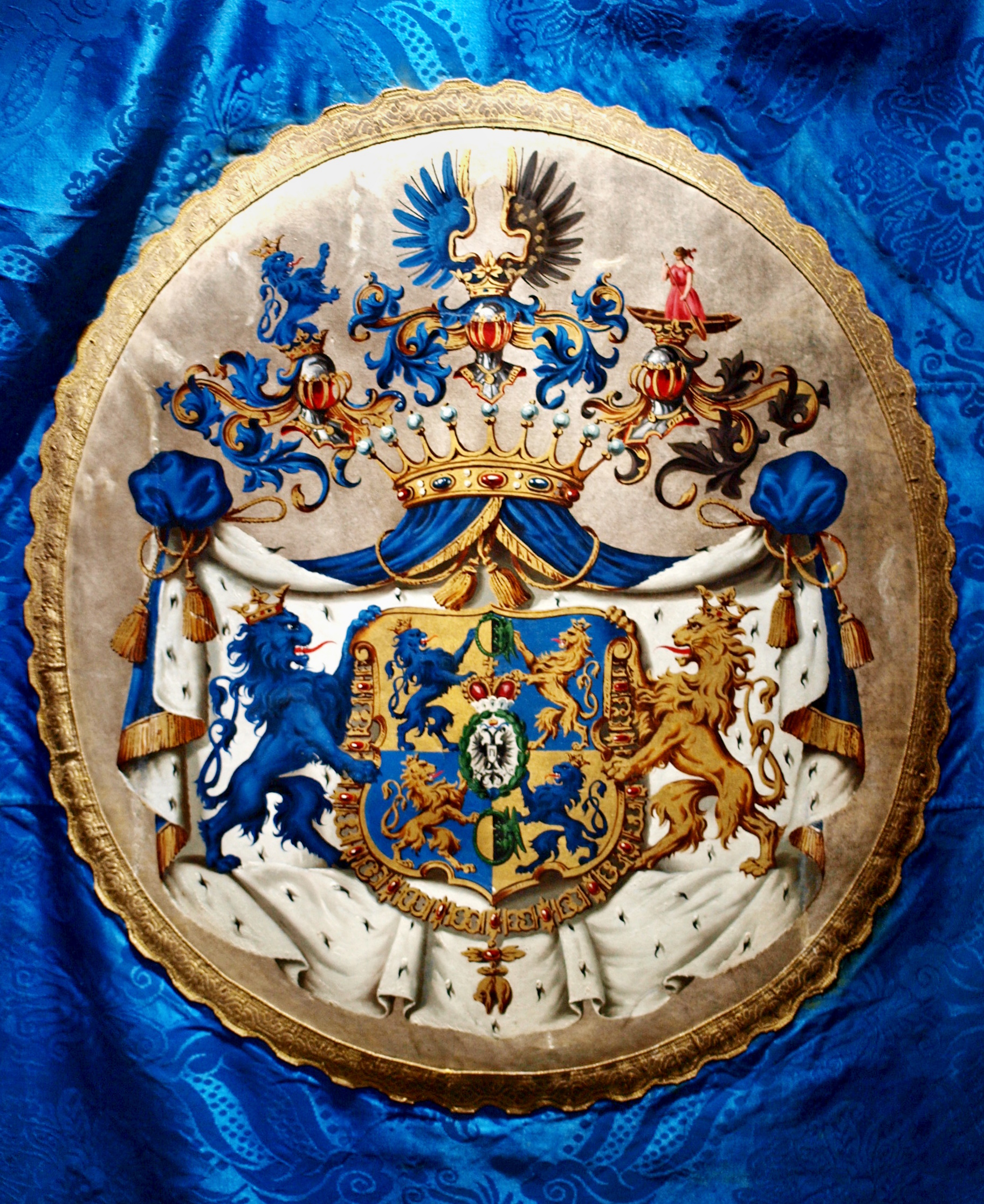
Escudo de armas de la familia Waldstein

La familia Waldstein (checo: Valdštejn) es una familia noble de Bohemia que desciende de los Přemyslidas.
Adquirió grandes propiedades en Bohemia y Moravia y (especialmente durante el siglo XVI) produjo muchos estadistas y funcionarios públicos. En 1628 la familia fue una de las primeras en la nobleza de Bohemia para ser promovidos al nivel de graf (conde), luego a Reichsgraf (conde imperial) dos años después. Después de unirse con la línea de los señores de Wartenberg, actualmente el título de la familia es Reichsgrafen von Waldstein, Herren von Wartenberg (condes imperiales de Waldstein, señores de Wartenberg).
Sus miembros más famosos incluyen a Albrecht von Wallenstein, quien era a la vez duque de Friedland y Mecklemburgo y príncipe de Sagan, y el conde Ferdinand von Waldstein (el patrón del compositor alemán Beethoven).
El castillo Valdštejn era la propiedad principal de la familia.

## Miembros notables de la familia
- Johann (Jan) (muerto 15 de junio de 1576) fue Landrichter supremo en Bohemia desde 1554 hasta 1570 (y, hasta 1576, en la Kämmerer superior). Era seguidor de la Glaubens utraquistista.
- Dr. Michael Waldstein, fundador presidente del Instituto Teológico International de Trumau (Austria) y traductor del libro Teología del cuerpo, del papa Juan Pablo II.